# Юки (индейский язык)
Юки (Yuki, Ukiah) — мёртвый индейский язык, принадлежащий языковой семье юки-ваппо, на котором раньше говорил народ юки, проживающий в резервации Раунд-Валли штата Северная Калифорния в США. Имел прибрежный, северный и хучномский диалекты. В настоящее время народ говорит на английском языке.
Данный вымерший язык не следует путать с живым языком юки, который принадлежит к группе тупи-гуарани языковой семьи тупи и на котором говорят в Боливии.